# Третий акт
«Третий акт» (англ. The Magic of Belle Isle) — фильм Роба Райнера, в главной роли Морган Фримен. Премьера картины состоялась 6 июля 2012 года.

## Сюжет
В стремлении задействовать свой оригинальный талант, прикованный к инвалидной коляске писатель переезжает в сельский город, где знакомится с матерью-одиночкой и её тремя детьми, которые помогают ему возродить страсть к писательству.

## В ролях
- Морган Фримен — Монте Уайлдхорн
- Вирджиния Мэдсен — миссис О’Нил
- Мадлен Кэрролл — Уиллоу О’Нил
- Эмма Фурманн — Финнеган О’Нил
- Кинан Томпсон — Генри
- Фред Уиллард — Эл Кайзер

## Признание
За свою роль в фильме Морган Фримен был номинирован на премию NAACP Image Award, уступив в итоге исполнителю главной роли в фильме «Экипаж» Дензелу Вашингтону.